# 村木博
村木 博（むらき ひろし、1938年 - ）は、神奈川県出身のアマチュア野球選手（一塁手）。

## 経歴
湘南高校では、エースとして1956年夏の甲子園県予選準決勝に進むが、後に大学、社会人でチームメイトとなる近藤良輔（日本通運－慶大監督）らのいた慶應高に敗退。卒業後は慶應義塾大学へ進学。東京六大学野球リーグでは優勝に届かなかったが、一塁手として活躍。1960年春季リーグでベストナインに選出される。同年秋季リーグの早慶六連戦では主に六番打者として起用され、第2戦では9回に金沢宏（大昭和製紙）から三塁打を放つ。大学同期に外野手の渡海昇二がいる。
大学卒業後は日本通運に入社。エース田中章を擁し、四番打者として1964年の第35回都市対抗野球大会に出場。決勝では田中と日本コロムビアの近藤重雄が投げ合うが0-2で快勝、チームは初優勝を飾る。同大会の優秀選手に選出された。この時のチームメイトに竹之内雅史がいる。同年10月に東京五輪デモンストレーションゲームとして開催された、社会人野球選抜と米国大学選抜との試合にも出場した。